# Васашатта
Васашатта — царь Митанни, правил приблизительно в 1300 — 1280 годах до н. э.
Сын Шаттуары I. В начале царствования находился в вассальной зависимости от Ассирии, но впоследствии восстал против Адад-нирари I. Последний совершил успешный поход против Митанни, завершившийся низложением Васашатты и присоединением всей территории Митанни (вплоть до большой излучины Евфрата и города Каркемиша) к Ассирии.
| Династия царей Митанни     |                                       |                       |
| Предшественник: Шаттуара I | царь Митанни ок. 1300 — 1280 до н. э. | Преемник: Шаттуара II |